# ...And Life Is Very Long
...And Life Is Very Long è il primo album in studio del gruppo metalcore statunitense The Acacia Strain, pubblicato nel 2002.

## Tracce
1. Cable Ready Techno Slut – 5:33
2. ...And Life Is Very Long – 1:03
3. Roadhead Road – 5:16
4. The Widowmaker – 4:36
5. All She Wrote – 5:27
6. Why Is a Raven Like a Writing Desk – 3:45
7. Killing on Empty – 4:13
8. Noah Will Be Your Grave – 5:48
9. Doppelganger! – 4:36
10. Sloth Loves Chunk – 6:49

## Formazione
- Vincent Bennett – voce
- Daniel Laskiewicz – chitarra
- Daniel Daponde – chitarra
- Chris Daniele – chitarra
- Benjamin Abert – batteria, percussioni
- Karrie Whitfield – basso